# 薩爾姆家族

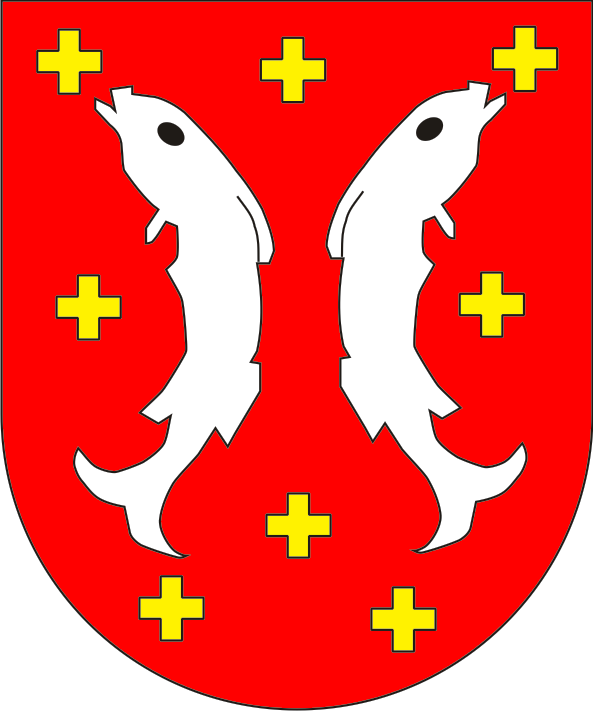
上萨尔姆伯爵家族族徽

萨尔姆伯国（Salm）位于今天德国莱茵兰-普法尔茨州西北部，比利时东部，卢森堡北部一带。1019年形成以维尔萨姆为中心的萨尔姆伯国。伯爵家族是卢森堡家族的一个分支。1165年萨尔姆分为上下萨尔姆。1416年下萨尔姆绝嗣，归于赖费尔晒德-迪克家族（Reifferscheid-Dyck），成为日后萨尔姆-赖费尔晒德-莱茨、萨尔姆-赖费尔晒德-克劳泰姆、萨尔姆-赖费尔晒德-迪克等伯国。1475年，上萨尔姆绝嗣，归于施泰因家族的荒地和莱茵伯爵（Wild- und Rheingraf），成为日后的萨尔姆-萨尔姆、萨尔姆-基尔堡等伯国和萨尔姆侯国。以下为施泰因家族的上萨尔姆统治者。

## 萨尔姆荒地和莱茵伯爵

上萨尔姆荒地和莱茵伯爵徽章

- 1475年－1496年：约翰内特 Johannette 卢森堡家族的上萨尔姆伯爵西蒙三世的女儿，其弟弟雅各布去世后继承了上萨尔姆
- 1475年－1495年：约翰五世 Johann V 约翰内特的丈夫，道恩（Dhaun）和基尔堡（Kyburg）荒地和莱茵伯爵，继承了上萨尔姆成为萨尔姆伯爵
- 1495年－1499年：约翰六世 约翰五世与约翰内特的次子

1499年，上萨尔姆分为萨尔姆-道恩（Salm-Dhaun）和萨尔姆-基尔堡（Salm-Kyrburg）。

### 萨尔姆-道恩荒地和莱茵伯爵
- 1499年－1521年：菲利普 Philip 约翰六世次子
- 1521年－1561年：菲利普·弗朗茨 Philipp Franz 菲利普长子

1561年，萨尔姆-道恩分出萨尔姆-诺伊魏勒（Salm-Neuweiler）和萨尔姆-格鲁姆巴赫（Salm-Grumbach）。
- 1561年－1606年：阿道夫·亨利 Adolf Heinrich 菲利普·弗朗茨第五子
- 1606年－1638年：沃尔夫冈·弗里德里希 Wolfgang Friedrich 阿道夫·亨利次子
- 1638年－1673年：约翰·路德维希 Johann Ludwig 沃尔夫冈·弗里德里希长子
- 1673年－1693年：约翰·菲利普一世 Johann Philipp 约翰·路德维希次子
- 1693年－1733年：卡尔 Karl 约翰·菲利普一世次子

1697年，萨尔姆-道恩分出萨尔姆-皮特林根（Salm-Püttlingen）。
- 1733年－1742年：约翰·菲利普二世 卡尔第三子，无嗣
- 1742年－1748年：克里斯蒂安·奥托 Christian Otto 约翰·菲利普一世第五子，无嗣

1748年，萨尔姆-道恩绝嗣，归于萨尔姆-皮特林根。

#### 萨尔姆-诺伊魏勒荒地和莱茵伯爵
- 1561年－1569年：约翰·菲利普 菲利普·弗朗茨长子
- 1561年－1608年：弗里德里希一世 Friedrich I 菲利普·弗朗茨次子，1574年兼萨尔姆-萨尔姆荒地和莱茵伯爵

1574年，萨尔姆-诺伊魏勒分出萨尔姆-萨尔姆。
- 1608年－1673年：弗里德里希二世·马格努斯 Friedrich Magnus 弗里德里希一世第七子
- 1673年－1676年：卡尔· 弗洛伦汀 Karl Florentin 弗里德里希二世·马格努斯次子
- 1676年－1696年：弗里德里希·卡尔 Friedrich Karl 卡尔· 弗洛伦汀长子，无嗣

1696年，萨尔姆-诺伊魏勒分为萨尔姆-霍格斯特拉滕（Salm-Hoogstraten）和萨尔姆-洛伊策（Salm-Leuze）。

#### 萨尔姆-萨尔姆荒地和莱茵伯爵
- 1574年－1608年：弗里德里希一世 1561年起为萨尔姆-诺伊魏勒荒地和莱茵伯爵
- 1608年－1623年：菲利普·奥托 Philipp Otto 弗里德里希一世长子，1623年升为萨尔姆亲王

1623年，萨尔姆-萨尔姆升为萨尔姆侯国。

#### 萨尔姆-霍格斯特拉滕荒地和莱茵伯爵
- 1696年－1707年：威廉·弗洛伦汀 Wilhelm Florentin 萨尔姆-诺伊魏勒荒地和莱茵伯爵卡尔· 弗洛伦汀次子
- 1707年－1739年：尼库劳斯·利奥波德 Nikolaus Leopold 威廉·弗洛伦汀长子，1738年得到萨尔姆侯国，1739年升为萨尔姆-萨尔姆亲王

1739年，萨尔姆-霍格斯特拉滕升为萨尔姆-萨尔姆侯国。

#### 萨尔姆-洛伊策荒地和莱茵伯爵
- 1696年－1714年：亨利·加布里埃尔·约瑟夫 Heinrich Gabriel Joseph 萨尔姆-诺伊魏勒荒地和莱茵伯爵卡尔·弗洛伦汀第三子
- 1714年－1743年：菲利普·约瑟夫 Philipp Joseph 亨利·加布里埃尔·约瑟夫次子，1743年升为萨尔姆-基尔堡亲王

1743年，萨尔姆-洛伊策升为萨尔姆-基尔堡侯国。

#### 萨尔姆-格鲁姆巴赫荒地和莱茵伯爵
- 1561年－1585年：约翰·克里斯托弗 Johann Christoph 菲利普·弗朗茨第四子
- 1585年－1630年：约翰 约翰·克里斯托弗长子
- 1630年－1668年：阿道夫 Adolf 约翰的次子

1668年，萨尔姆-格鲁姆巴赫分出莱茵格拉芬施泰因-格伦茨魏勒（Rheingrafenstein-Grenzweiler）。
- 1668年－1719年：利奥波德·菲利普 Leopold Philipp 阿道夫的次子
- 1719年－1727年：卡尔·路德维希·菲利普 Karl Ludwig Philipp 利奥波德·菲利普长子
- 1727年－1763年：卡尔·瓦尔拉德·威廉 Karl Walrad Wilhelm 卡尔·路德维希·菲利普长子
- 1763年－1797年：卡尔·路德维希 Karl Ludwig 卡尔·瓦尔拉德·威廉长子

##### 萨尔姆-霍斯特马尔荒地和莱茵伯爵
- 1803年－1813年：威廉·弗里德里希·卡尔·奥古斯特 Wilhelm Friedrich Karl August 卡尔·路德维希第四子，1816年升为萨尔姆-霍斯特马尔亲王

1797年，萨尔姆-格鲁姆巴赫被法国吞并。1803年，威廉得到明斯特主教区的霍斯特马尔（Horstmar）作为补偿，萨尔姆-霍斯特马尔1806年加入莱茵邦联。1813年，格鲁姆巴赫归萨克森-科堡-萨尔费尔德所有；霍斯特马尔并入普鲁士王国。

##### 莱茵格拉芬施泰因-格伦茨魏勒荒地和莱茵伯爵
- 1668年－1706年：弗里德里希·威廉 Friedrich Wilhelm 阿道夫第三子
- 1706年－1740年：约翰·卡尔·路德维希 Johann Karl Ludwig 弗里德里希·威廉长子
- 1740年－1793年：卡尔·马格努斯 Karl Magnus 约翰·卡尔·路德维希次子，无嗣

1793年，莱茵格拉芬施泰因-格伦茨魏勒绝嗣，归于萨尔姆-基尔堡。

#### 萨尔姆-皮特林根荒地和莱茵伯爵
- 1697年－1730年：瓦尔拉德 Walrad 萨尔姆-道恩的约翰·菲利普一世第七子
- 1730年－1750年：约翰·弗里德里希 Johann Friedrich 瓦尔拉德的次子，1748年得到道恩
- 1750年：卡尔·利奥波德·路德维希 Karl Leopold Ludwig 约翰·弗里德里希长子，无嗣
- 1750年：弗里德里希·威廉 Friedrich Wilhelm 约翰·弗里德里希次子，无嗣

1750年，萨尔姆-皮特林根绝嗣。

### 萨尔姆-基尔堡荒地和莱茵伯爵
- 1499年－1531年：约翰七世 约翰六世第三子
- 1531年－1548年：约翰八世 约翰七世长子
- 1548年－1607年：奥托一世 Otto I 约翰八世次子

1607年，萨尔姆-基尔堡分出萨尔姆-默尔钦根（Salm-Mörchingen）和萨尔姆-特隆内肯（Salm-Tronecken）。
- 1607年－1651年：约翰·卡西米尔 Johann Kasimir 奥托一世第四子
- 1651年－1681年：格奥尔格·弗里德里希 Georg Friedrich 约翰·卡西米尔次子，无嗣

1681年，萨尔姆-基尔堡绝嗣，归于萨尔姆-默尔钦根。

#### 萨尔姆-默尔钦根荒地和莱茵伯爵
- 1607年－1623年：约翰九世 奥托一世第三子
- 1623年－1638年：约翰·菲利普 Johann Philipp 约翰九世次子
- 1638年－1656年：博恩哈德·路德维希 Bernhard Ludwig 约翰·菲利普独子，无嗣
- 1656年－1688年：约翰十一世 博恩哈德·路德维希的堂弟，其三叔奥托·路德维希独子，无嗣

1688年，萨尔姆-默尔钦根绝嗣，归于萨尔姆-诺伊魏勒。

#### 萨尔姆-特隆内肯荒地和莱茵伯爵
- 1607年－1637年：奥托二世 奥托一世第五子

1637年，萨尔姆-特隆内肯绝嗣，归于萨尔姆-基尔堡。

## 萨尔姆诸系亲王

### 萨尔姆亲王
1. 1623年－1634年：菲利普·奥托 1608年至1623年为萨尔姆-萨尔姆荒地和莱茵伯爵
2. 1634年－1636年：路德维希 Ludwig 菲利普·奥托长子
3. 1636年－1663年：利奥波德·菲利普 Leopold Philipp 菲利普·奥托次子
4. 1663年－1710年：卡尔·泰奥多尔·奥托 Karl Theodor Otto 利奥波德·菲利普长子
5. 1710年－1738年：路德维希·奥托 Ludwig Otto 卡尔·泰奥多尔·奥托长子

1738年，萨尔姆亲王系绝嗣，亲王称号于1739年为萨尔姆-霍格斯特拉滕所继承。

### 萨尔姆-萨尔姆亲王
1. 1739年－1770年：尼库劳斯·利奥波德 1707年至1739年为萨尔姆-霍格斯特拉滕荒地和莱茵伯爵
2. 1770年－1778年：路德维希·卡尔·奥托 Ludwig Karl Otto 尼库劳斯·利奥波德长子
3. 1778年－1797年，1803年－1811年：康斯坦丁·亚历山大 Konstantin Alexander 路德维希·卡尔·奥托的侄子，四弟马克西米利安次子

1797年，萨尔姆-萨尔姆侯国并入法国。1803年，康斯坦丁·亚历山大得到距萨尔姆250千米以北的安霍尔特伯国和明斯特主教领地的一部分，形成新的萨尔姆-萨尔姆侯国，并成为莱茵邦联的一个邦。1811年12月13日并入法国，1813年成为普鲁士王国的一部分。

### 萨尔姆-基尔堡亲王
1. 1743年－1779年：菲利普·約瑟夫 1714年至1743年为萨尔姆-洛伊策荒地和莱茵伯爵
2. 1779年－1794年：弗里德里希三世 Friedrich III 菲利普·约瑟夫长子
3. 1794年－1797年，1803年－1811年：弗里德里希四世 弗里德里希三世第三子

1797年，萨尔姆-基尔堡侯国并入法国。1803年，弗里德里希四世得到距萨尔姆250千米以北的博霍爾特和明斯特主教领地的一部分，形成新的萨尔姆-基尔堡侯国，并成为莱茵邦联的一个邦。1811年12月13日并入法国，1813年成为普鲁士王国的一部分。

## 萨尔姆诸系首领

### 萨尔姆-萨尔姆系（亲王）
- 1811年－1828年：康斯坦丁
- 1828年－1846年：威廉·弗洛伦汀·路德维希·卡尔 Wilhelm Florentin Ludwig Karl 康斯坦丁长子
- 1846年－1886年：阿爾弗雷德·康斯坦丁·亚历山大·安格鲁斯·玛利亚 Alfred Konstantin Alexander Angelus Maria 弗洛伦汀长子
- 1886年－1908年：尼库劳斯·利奥波德·约瑟夫·玛利亚 Nikolaus Leopold Joseph Maria 阿尔弗莱德一世长子
- 1908年－1923年：阿爾弗雷德·斐迪南·施特凡·玛利亚 Alfred Ferdinand Stephan Maria 阿尔弗莱德一世第三子
- 1923年－1988年：尼库劳斯·利奥波德·亨利·阿尔弗莱德·埃曼努埃尔·弗里德里希·安东尼乌斯 Nikolaus Leopold Heinrich Alfred Emanuel Friedrich Antonius 阿尔弗莱德二世长孙，亲王世子埃曼努埃尔长子
- 1988年－2024年：卡尔-菲利普·约瑟夫·佩特鲁斯·科莱施蒂努斯·巴尔塔萨 Carl-Philipp Joseph Petrus Cölestinus Balthasar

- 萨尔姆-萨尔姆亲王世弟：菲利普·佩特鲁斯·安德烈阿斯·安东尼乌斯·约阿希姆（Philipp Petrus Andreas Antonius Jochim，1963年7月5日－）

### 萨尔姆-基尔堡系（亲王，1905年绝嗣）
- 1811年－1859年：弗里德里希四世
- 1859年－1887年：弗里德里希五世 弗里德里希四世的独子
- 1887年－1905年：弗里德里希六世 弗里德里希五世的独子，1883年与瑞士平民路易丝·勒·格朗德结婚。这次婚姻是贵庶通婚，他们的后代没有继承权，萨尔姆-基尔堡因此绝嗣。路易丝·勒·格朗德于1885年被萨克森-科堡-哥达公爵封为埃希霍夫女男爵，1917年被普鲁士国王封为伦嫩贝格女男爵。他们的后代皆冠以伦嫩贝格男爵或女男爵的称号。

1905年，萨尔姆-基尔堡绝嗣，归于萨尔姆-萨尔姆。

### 萨尔姆-霍斯特马尔系（伯爵，1816年起为亲王）
- 1813年－1865年：威廉 1816年被普鲁士国王升为萨尔姆-霍斯特马尔亲王
- 1865年－1892年：奥托一世·弗里德里希·卡尔 Otto I Friedrich Karl 威廉的次子
- 1892年－1941年：奥托二世·阿达尔贝特·弗里德里希·奥古斯特·古斯塔夫·亚历山大 Otto II Adalbert Friedrich August Gustav Alexander 奥托一世第三子
- 1941年－1996年：菲利普·弗朗茨·弗里德里希·康拉德·威廉·克洛维 Philipp Franz Friedrich Conrad Wilhelm Chlodwig 奥托二世第三子
- 1996年至今：菲利普·奥托·柳特波德·卡尔·克里斯托弗·汉斯·鲁佩特 Philipp Otto Luitpold Karl Christoph Hans Ruppert 菲利普·弗朗茨长子

- 萨尔姆-霍斯特马尔亲王世子：菲利普·古斯塔夫·托马斯·卡尔 Philipp Gustav Thomas Carl（1973年3月11日生）